# Svetlana Oustinova
Svetlana Oustinova (Severodvinsk, 1er mai 1982) est une actrice russe. 

## Filmographie
Cinéma
- 2016 : Hardcore Henry

Télévision
- 2013 : Tatort